# سلسلة أفلام تليفزيونية للأمم المتحدة
سلسلة أفلام تليفزيونية للأمم المتحدة كانت عبارة عن سلسلة من الأفلام التلفزيونية الأمريكية تم التخطيط لها وتطويرها في الستينيات بهدف الترويج للأمم المتحدة وتثقيف المشاهدين حول عملها. على الرغم من التخطيط الأصلي لستة أفلام، إلا أنه تم بث أربعة أفلام فقط جميعها من خلال شبكة شركة الإذاعة الأمريكية أيه بي سي بين ديسمبر 1964 وأبريل 1966.
تم تمويل المسلسل من قبل شركة زيروكس الراعية، بمشاركة العديد من المنتجين والمخرجين والكتاب والممثلين البارزين، بما في ذلك جوزيف مانكيفيتس، بول هيلر، ليوبولدو توري نيلسون، تيرينس يونغ، رود سيرلينج، إيان فلمنغ، بيتر سلرز، ثيودور بيكل، إدوارد روبنسون، ألان باتس، ميلفين دوغلاس، يول برينر، عمر الشريف، إيلي والاش، مارسيلو ماستروياني، ريتا هيوارث، وغريس كيلي أميرة موناكو لاحقا.